# Невеш, Жуан
Жуа́н Пе́дру Гонса́лвеш Не́веш (порт. João Pedro Gonçalves Neves; португальское произношение: [ʒoˈɐ̃w̃ ˈnɛves]; род. 27 сентября 2004, Тавира) — португальский футболист, полузащитник французского клуба «Пари Сен-Жермен» и национальной сборной Португалии. Участник чемпионата Европы 2024, победитель Лиги наций 2025.

## Клубная карьера
В декабре 2020 года подписал свой первый профессиональный контракт с лиссабонской «Бенфикой». 30 декабря 2022 года дебютировал в основном составе «Бенфики» в матче португальской Примейра-лиги против «Браги», выйдя на замену Гонсалу Рамушу.
5 августа 2024 года Невеш перешёл во французский клуб «Пари Сен-Жермен», подписав пятилетний контракт. Сумма трансфера составила 60 млн евро, ещё 10 млн евро предусмотрены в виде бонусов. 16 августа 2024 года дебютировал за «Пари Сен-Жермен», выйдя на замену во втором тайме матча против «Гавра» и сделал две голевые передачи.

## Карьера в сборной
Выступал за сборные Португалии до 15, до 19 лет и до 21 года.
16 октября 2023 года дебютировал за главную сборную Португалии в матче против сборной Боснии и Герцеговины.

## Статистика выступлений

### Клубная статистика
Данные обновлены по состоянию на 25 апреля 2025 года
| Выступление      | Выступление      | Выступление      | Лига | Лига | Кубки | Кубки | Еврокубки | Еврокубки | Итого | Итого |
| Клуб             | Лига             | Сезон            | Игры | Голы | Игры  | Голы  | Игры      | Голы      | Игры  | Голы  |
| ---------------- | ---------------- | ---------------- | ---- | ---- | ----- | ----- | --------- | --------- | ----- | ----- |
| Бенфика          | Примейра         | 2022/23          | 17   | 1    | 0     | 0     | 3         | 0         | 20    | 1     |
| Бенфика          | Примейра         | 2023/24          | 33   | 3    | 10    | 0     | 12        | 0         | 55    | 3     |
| Бенфика          | Итого            | Итого            | 50   | 4    | 10    | 0     | 15        | 0         | 75    | 4     |
| Пари Сен-Жермен  | Лига 1           | 2024/25          | 27   | 3    | 5     | 1     | 14        | 1         | 46    | 5     |
| Пари Сен-Жермен  | Итого            | Итого            | 27   | 3    | 5     | 1     | 14        | 1         | 46    | 5     |
| Всего за карьеру | Всего за карьеру | Всего за карьеру | 77   | 7    | 15    | 1     | 29        | 1         | 121   | 9     |

## Достижения

### Командные достижения
«Бенфика B»
- Победитель Юношеской лиги УЕФА: 2021/22
- Обладатель Межконтинентального кубка (до 20 лет): 2022

«Бенфика»
- Чемпион Португалии: 2022/23
- Обладатель Суперкубка Португалии: 2023

«Пари Сен-Жермен»
- Чемпион Франции: 2024/25
- Обладатель Кубка Франции: 2024/25
- Обладатель Суперкубка Франции: 2024
- Победитель Лиги чемпионов УЕФА: 2024/25

Сборная Португалии
- Победитель Лиги наций УЕФА: 2024/25

### Личные достижения
- Полузащитник месяца в Примейра-лиге (5): сентябрь 2023[8], октябрь/ноябрь 2023[9], декабрь 2023[10], февраль 2024[11], март 2024[12]
- Вошёл в символическую сборную Примейра-лиги: 2023/24[13]